# Thái Bình (ville)
Pour les articles homonymes, voir Thái Bình.
Thái Bình est une ville, et la capitale de la province de Thái Bình, localisée au Viêt Nam. Elle est située au nord du pays à 110 km d'Hanoï dans le delta du Fleuve Rouge. La ville est le siège du diocèse de Thái Bình. La population comptait environ 210 000 habitants en 2010.

## Personnalités
- Dương Thu Hương (1947), écrivain et dramaturge